# كارين نولز
كارين نولز (بالإنجليزية: Karen Knowles)‏ هي مغنية وكاتبة غنائية أسترالية، ولدت في 4 مارس 1964 في ملبورن في أستراليا.

## وصلات خارجية
- كارين نولز على موقع IMDb (الإنجليزية)
- كارين نولز على موقع ميوزك برينز (الإنجليزية)
- كارين نولز على موقع ديسكوغز (الإنجليزية)